# 큰납지리
큰납지리는 납지리속에 속하는 민물고기이다.

## 서식지
물흐름이 느린 하천이나 물풀이 우거진 호수와 늪에서 서식하며 바닥 근처를 조용히 헤엄친다.

## 특징
몸과 머리가 전체적으로 넓고 납작하며 위아래 폭이 넓다. 머리는 작지만 눈은 비교적 크고 머리 뒤쪽에 어두운 반점이 있다.

### 분류
원래는 납지리와 다른 속으로 분류되어 큰납지리속에 속하였으나 현재는 납지리속에 속한다.

## 몸길이
큰납지리는 약 10~20cm까지 자란다. 한국산 납자루 중 가장 큰 개체이다.

## 산란기
산란기는 4월 하순∼6월 상순이며 조개의 몸 안에 산란한다.